# Classic Shell
Classic Shell（クラシック シェル）は、以前のWindowsの使い慣れた機能とユーザーインターフェイスを再現することを目的としたMicrosoft Windows用のコンピュータソフトウェア。Windowsの3つの主要コンポーネントであるスタートメニュー、エクスプローラー、およびInternet Explorerのインターフェイスの調整を行う。特に、Windows 8およびWindows 10のモダンスタートメニューの代替として使用される。
イヴォ・ベルチェフによって開発され、2009年のリリース以来、何億回もダウンロードされている。
Beltchevによる開発は中止された後、プロジェクトのソースコードが公開された。
その後フォークし、名称を「Open-Shell」（オープン シェル）と変更、GitHub上のボランティアによって開発されている。

## 機能とアーキテクチャ
Classic Shellは、3つの独立したオプションコンポーネントのソフトウェアスイートとしてパッケージ化されている。
- Classic Start Menu - 以前のWindows のスタートメニューの再実装で、クラシック（Windows 95以来のデザイン）、Windows XPの2カラムデザイン、Windows 7スタイルのデザインを再現
- Classic Explorer -  Windowsエクスプローラーへのアドオンで、さまざまなWindowsリリースに存在する機能を復元および拡張
- Classic IE - Internet Explorer 9以降のアドオンで、Webページのタイトルをウィンドウのタイトルバーに復元し、さまざまな詳細をステータスバーに復元

クラシックシェルはC++でプログラムされている。 Windowsの動作を変更するが、Windowsレジストリ設定を変更または微調整したり、システムファイルを置き換えたりパッチを適用したりすることはない。すべての変更は、Windows APIを使用して行われる。右から左へ表記されるアラビア語とヘブライ語のサポートを含む、30を超える言語に対応する。

### Classic Start Menu
クラシック スタート メニューはWindowsスタートメニューに代わるもので、機能は次の通り。
- スタートボタンとスタートメニュー、およびメニューとサブメニュー項目の外観のカスタマイズ
- 最近使ったファイルを表示する
- 最近開いたドキュメントの並べ替え、ジャンプリスト、固定表示
- 新しくインストールされたプログラムの強調表示
- 従来のデスクトップアプリとユニバーサルWindowsプラットフォームの分離表示
- メニューをアルファベット順、日付順、またはドラッグアンドドロップによるカスタムによる並べ替え
- Windows Searchの統合
- メニューを開く遅延、ツールチップのタイミング、サブメニューの列のスタイル、メニューの幅、アイコンのサイズ、アニメーション、スクロール速度、フォントのスムージングなどの設定のカスタマイズ。
- 外観をより完全にカスタマイズするためのスキンの提供[11]
- アイコンとメニューの背景の高解像度やピクセル密度（ppi）への調整

過去の動作を復元することに加え、いくつかの独自の機能がある。これには、タスクバーが垂直の場合のメニューの表示やマルチモニターのサポート、一度に複数のプログラムの起動、カスタムシャットダウン関連のアクション、ユニバーサルアプリの起動、カスケードメニューとしてのファイルフォルダーの展開、追加のキーボードショートカットが含まれる。検索ボックスには、システムパスを検索したり、部分一致を表示したり、メニュー内にすべての結果を表示したりできる。
クラシックスタートメニューでは、ユニバーサルアプリ内で無効にすることなく、デスクトップ上のホットコーナーなど、Windows 8の新しいUI機能を変更することもできる。

### Classic Explorer
Classic Explorerは、Windows エクスプローラーのアドオンであり、さまざまなシェル拡張機能として実装されている。EXPLORER.EXEの代替ソフトではない。機能は次の通り。
- 組み込みコマンド、カスタムコマンド、または任意のフォルダーのドロップダウンメニューを含めることができるツールバー
- フォルダーがシングルクリックまたはダブルクリックのどちらで展開するか、接続線、サブフォルダーインジケーター、水平スクロールバー、ツリーアイテムの間隔、キーボードショートカットなど、左側のフォルダーナビゲーションペインの動作と外観のカスタマイズ
- パンくずリストの従来のアドレスバーへの置き換え、関連するドロップダウンの変更、最近のフォルダ履歴の代わりに階層パスを表示することも可能
- すべてのビューでのヘッダー並べ替え
- ネットワーク共有のオーバーレイアイコン
- ステータスバーへのディスクの空き容量、現在のフォルダの合計サイズの表示
- 選択したアイテムのツールチップ
- 「上へ」フォルダナビゲーションボタン[12]
- タイトルバーのキャプションに現在のフォルダを表示
- コピーの進行状況ダイアログの自動的展開、詳細表示
- Windows XP スタイルのコピーの競合ダイアログ置き換え

## 開発
Classic Shellは、個人使用のツールとして始まり、2009年に初のリリースが行われた。アップデートによって、スタートメニューコンポーネントは、Windows 7スタートメニューの検索ボックスやその他の機能も統合したカスタマイズ可能なランチャーに進化した。 ExplorerとIEのコンポーネントは後で登場した。
以前のバージョンはWindows Vista以降と互換性があったが、3.9.0以降のバージョンはWindows Vista / Server2008をサポートとした。そもそもVistaでは、XP同様、クラシック スタートメニューに変更する機能を備えていたため、ユーザーにあまり必要とされなかった。
Classic Shellは、 MITライセンスの下でフリーオープンソースソフトウェアとしてリリースされている。 
原開発者のIvo Beltchevは、2017年12月に開発終了を発表。
その後、Classic Shellはフォーク、「Open-Shell」という名前で再び開発を開始し、2018年から積極的なボランティアによって保守や開発が行われている。Open-Shellには新機能は提供されていないが、Windows 10のアップデートごとに多くのバグと問題が修正されている。

## 開発の背景
Classic Shellは、元々Windows 7向けに開発されたインターフェイス拡張機能だったが、そもそもスタートメニューが存在しないWindows 8のリリースによって、より広く使用される人気の拡張機能となった。
Forbes、Lifehacker、Neowin、Ghacks、ZDNet、 PC World、TechRepublic、MakeUseOf、Betanewsなどのメディアでも取り上げられている。